# 马朗 (滨海夏朗德省)
马朗（法語：Marans，法語發音：[maʁɑ̃] ⓘ），法国西部城市，新阿基坦大区滨海夏朗德省的一个市镇，隶属于拉罗谢尔区，其市镇面积为82.49平方公里，是该省面积最大的市镇，2022年1月1日时人口数量为4,487人，在法国城市中排名第2,476位。
马朗位于滨海夏朗德省北部，尼奥尔塞夫尔河畔，其北侧与旺代省相邻，因当地出产的“马朗鸡”而闻名，是一个区域性的中心城市，多条公路在此交汇

## 地名来源
根据当地官方网站的论述，“Marans”一名在古典时期就已“Marentus”的形式被记载，该名称可能转写自“Mar'an”或“Mar'ain”，意为“海洋”。

## 历史

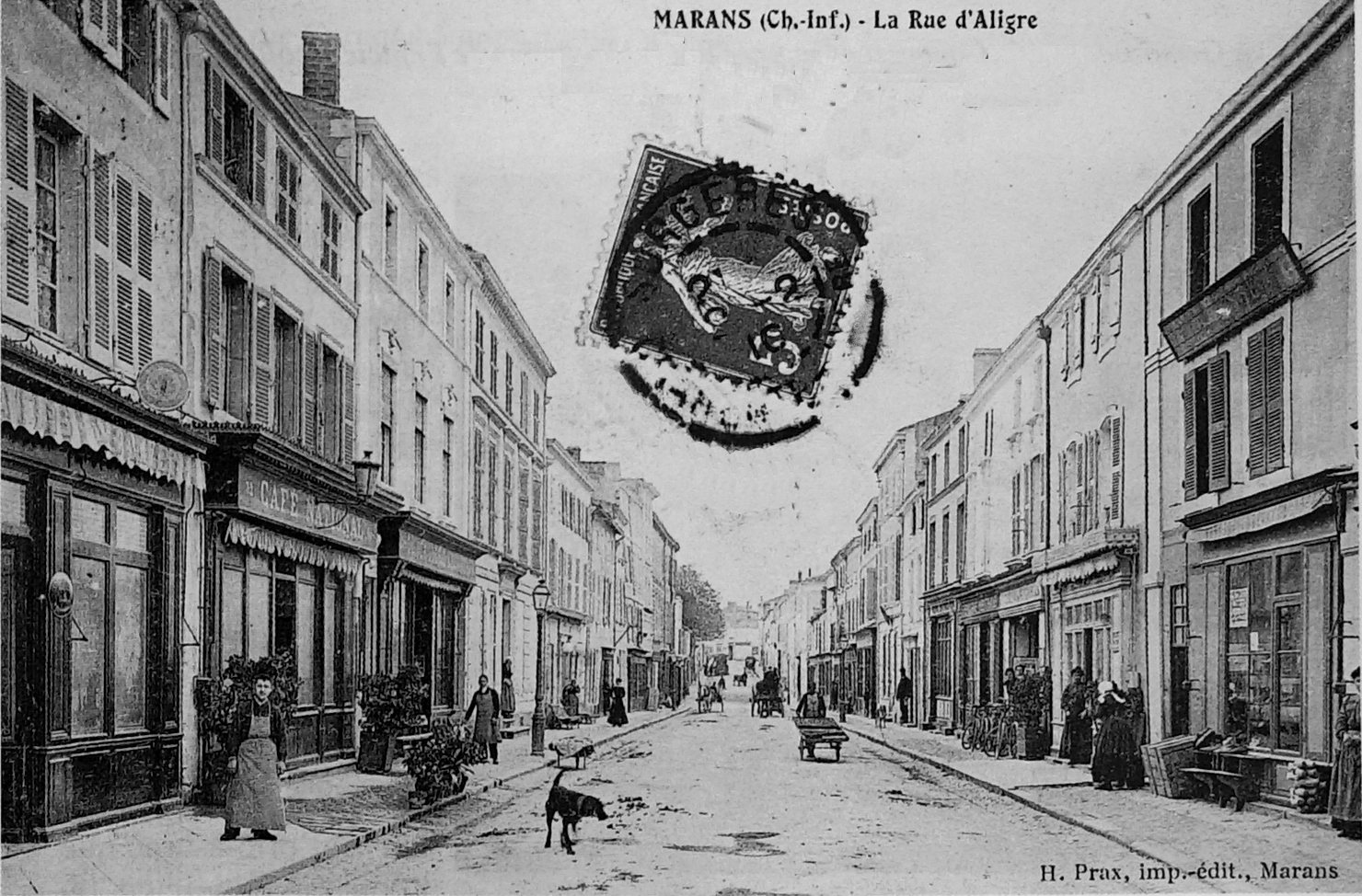
1938年的马朗街头

马朗的早期历史尚不清楚。根据当地官方网站的论述，马朗早在古典时期就已出现人类活动，彼时该地因位于一处河口湿地的岩石堆中而成为躲避外敌的战略要地。公元10世纪时，马朗境内出现了当地首座城堡，11世纪时当地又建成了圣艾蒂安教堂，其附近逐渐形成聚落。12世纪末，整治后的马朗港口可停靠较大吨位的船只。中世纪末期，在马朗修道院道士的邀请下，来自荷兰的水利工程师为马朗进行了土地硬化工程，此后马朗的土地面积大幅增加。宗教战争期间，新教徒曾将马朗城堡改建成为一次粮仓。1638年，在黎塞留的要求下，马朗城堡被拆除。18世纪初，马朗曾被阿利格尔家族继承。1782年，横跨尼奥尔塞夫尔河的石质桥梁建成。法国大革命后，马朗成为下夏朗德省（1941年更名为“滨海夏朗德省”）的一个市镇。工业革命期间，途径马朗的马朗—拉罗谢尔运河及南特—桑特铁路相继建成。20世纪30年代，马朗地区的农场劳动者培养出能下深褐色鸡蛋的鸡品种，被称为“马朗鸡”。20世纪末，马朗港口规模有所减小，当地停靠的商业货轮逐渐被小型私人船只代替。

## 地理

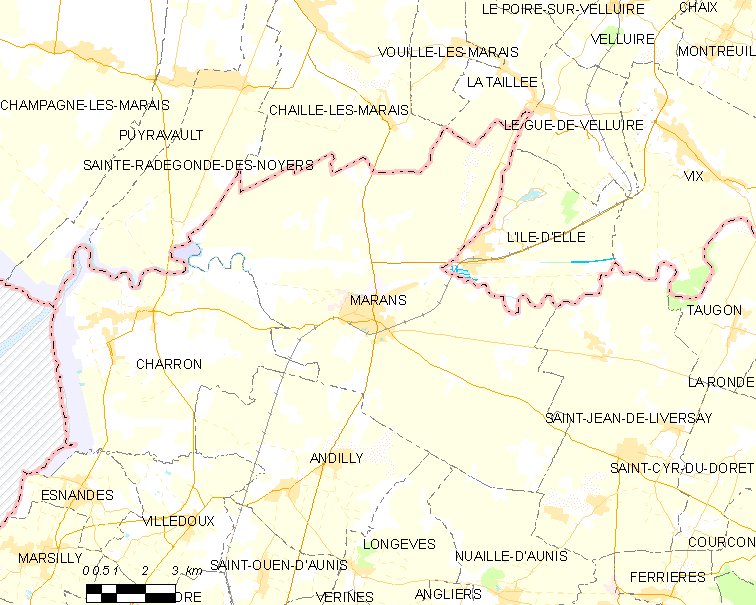
马朗市镇范围地图

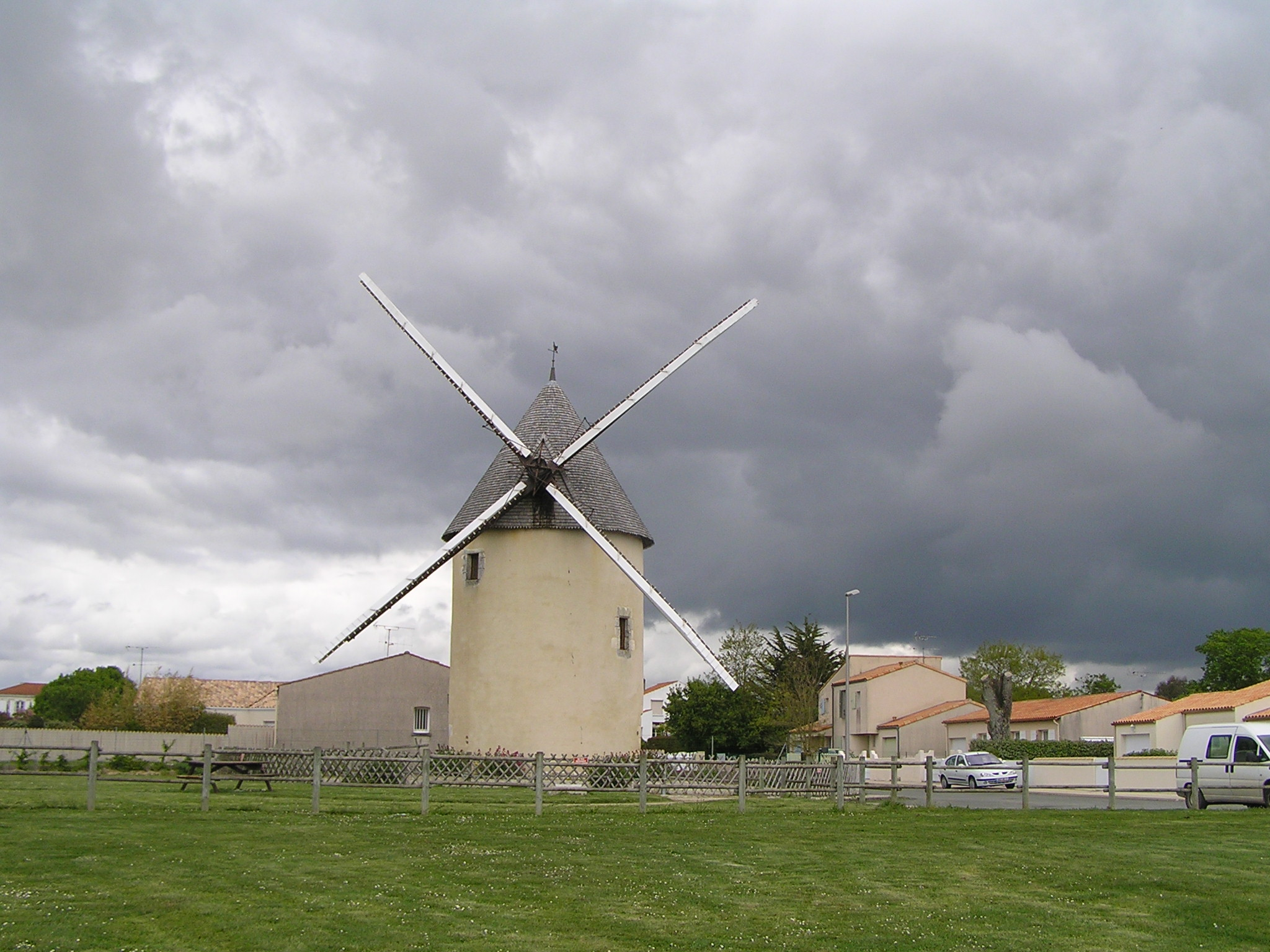
马朗境内的一处磨坊

马朗位于法国西部，新阿基坦大区西北部和滨海夏朗德省北部偏西，距离省会拉罗谢尔大约25公里。与马朗接壤的市镇包括：昂迪伊、沙龙、利勒代勒、沙耶莱马赖、勒盖德韦吕尔、隆热沃、尼阿耶多尼斯、圣让德利韦尔赛、圣拉代贡德代努瓦耶和拉塔耶。

### 地形
马朗位于普瓦图沼泽平原西侧腹地，境内以平原为主，市镇中心地势较为平坦，全境海拔在0到13米之间。

### 水文
尼奥尔塞夫尔河自东向西流经马朗镇中心，其左岸有两条人工开凿的水道，分别为向西与尼奥尔塞夫尔河大致平行的马朗入海运河，以及向西南方向延伸的马朗—拉罗谢尔运河。

### 植被
马朗属于温带阔叶混交林区，是普瓦图沼泽自然保护区的组成部分，林地多分布于河流及水道附近，市政厅大楼前方有一块城市绿地。
在鲜花城市的评比中，马朗被评为3星级鲜花城市。

### 气候
马朗在柯本气候分类法中属于温带海洋性气候（Cfb）。
马朗境内设有气象站，以下为该气象站的数据（其中日照数据取自拉罗谢尔机场气象站）：
| 马朗 1981年－2019年 | 马朗 1981年－2019年 | 马朗 1981年－2019年 | 马朗 1981年－2019年 | 马朗 1981年－2019年 | 马朗 1981年－2019年 | 马朗 1981年－2019年 | 马朗 1981年－2019年 | 马朗 1981年－2019年 | 马朗 1981年－2019年 | 马朗 1981年－2019年 | 马朗 1981年－2019年 | 马朗 1981年－2019年 | 马朗 1981年－2019年 |
| 月份                | 1月                 | 2月                 | 3月                 | 4月                 | 5月                 | 6月                 | 7月                 | 8月                 | 9月                 | 10月                | 11月                | 12月                | 全年                |
| ------------------- | ------------------- | ------------------- | ------------------- | ------------------- | ------------------- | ------------------- | ------------------- | ------------------- | ------------------- | ------------------- | ------------------- | ------------------- | ------------------- |
| 历史最高温 °C（°F） | 18 (64)             | 22.4 (72.3)         | 25.6 (78.1)         | 30.4 (86.7)         | 32.6 (90.7)         | 38.1 (100.6)        | 39 (102)            | 39.6 (103.3)        | 34.7 (94.5)         | 31.3 (88.3)         | 22.8 (73.0)         | 19.5 (67.1)         | 39.6 (103.3)        |
| 平均高温 °C（°F）   | 9.4 (48.9)          | 10.7 (51.3)         | 13.9 (57.0)         | 16.4 (61.5)         | 20.4 (68.7)         | 23.8 (74.8)         | 26.1 (79.0)         | 26.1 (79.0)         | 23.4 (74.1)         | 18.6 (65.5)         | 13.1 (55.6)         | 9.8 (49.6)          | 17.6 (63.7)         |
| 日均气温 °C（°F）   | 6.1 (43.0)          | 6.7 (44.1)          | 9.1 (48.4)          | 11.3 (52.3)         | 15.1 (59.2)         | 18.1 (64.6)         | 20.1 (68.2)         | 20 (68)             | 17.5 (63.5)         | 14.1 (57.4)         | 9.3 (48.7)          | 6.5 (43.7)          | 12.8 (55.0)         |
| 平均低温 °C（°F）   | 2.8 (37.0)          | 2.6 (36.7)          | 4.4 (39.9)          | 6.1 (43.0)          | 9.8 (49.6)          | 12.4 (54.3)         | 14.2 (57.6)         | 14 (57)             | 11.7 (53.1)         | 9.5 (49.1)          | 5.4 (41.7)          | 3.2 (37.8)          | 8 (46)              |
| 历史最低温 °C（°F） | −13 (9)             | −10.7 (12.7)        | −10.5 (13.1)        | −4 (25)             | −0.4 (31.3)         | 2 (36)              | 6.1 (43.0)          | 5.5 (41.9)          | 2 (36)              | −3.9 (25.0)         | −8.3 (17.1)         | −9.9 (14.2)         | −13 (9)             |
| 平均降水量 mm（）   | 72 (2.8)            | 54.3 (2.14)         | 52.6 (2.07)         | 59.2 (2.33)         | 60.8 (2.39)         | 44.4 (1.75)         | 42.7 (1.68)         | 41 (1.6)            | 61 (2.4)            | 90.2 (3.55)         | 87 (3.4)            | 85.6 (3.37)         | 750.8 (29.56)       |
| 月均日照時數        | 84.3                | 114.6               | 165.8               | 196.8               | 231.3               | 261.2               | 271                 | 259.6               | 212.1               | 140.5               | 92.3                | 76.3                | 2,105.8             |
| 来源：infoclimat.fr |                     |                     |                     |                     |                     |                     |                     |                     |                     |                     |                     |                     |                     |

## 行政区划
马朗的市镇编号为17218，邮政编号为17230。
在行政管理方面，马朗隶属于法国新阿基坦大区滨海夏朗德省拉罗谢尔区；在地方选举方面，马朗是马朗县的中央投票站所在地，其市镇范围全境被划入滨海夏朗德省第二选区；在社会管理方面，马朗是大西洋欧尼斯市镇公共社区的办公驻地。
截至2024年8月，马朗市镇范围内暂无任何城市敏感街区及城市政策优先街区。
法国国家统计与经济研究所（简称“INSEE”）在进行数据统计时，将马朗市镇单独设为马朗城市核心区，未将马朗划入任何城市区（Aire urbaine）。自2020年起，马朗被划入包含72个市镇的拉罗谢尔城市辐射区。此外，INSEE还将马朗市镇整体看作一个“块区”（IRIS），以便于统计人口分布情况。

## 交通

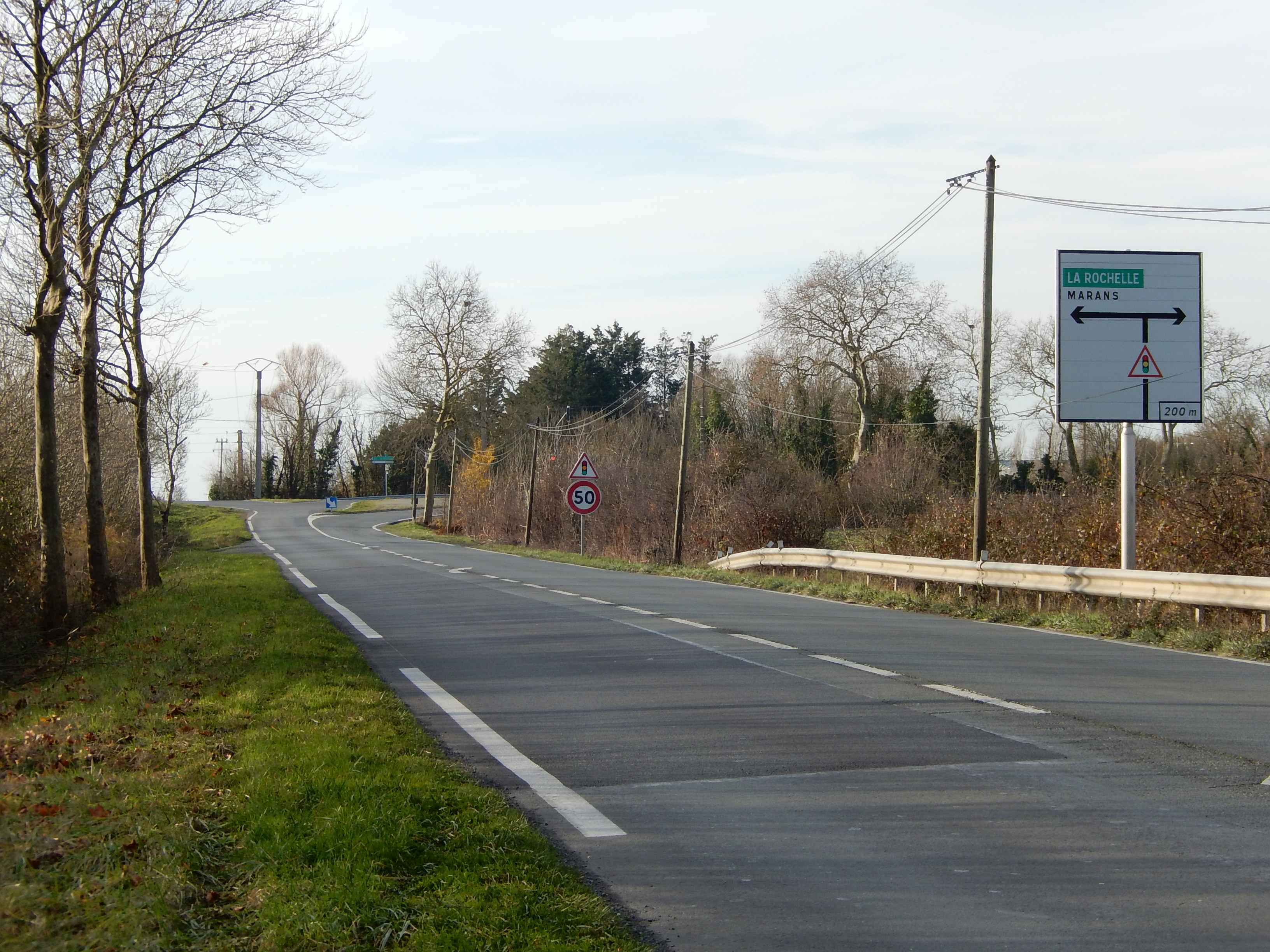
连接马朗的省道D938ter线

### 公路
滨海夏朗德省省道D105线、D114线、D137线、D262线和D938ter线在马朗境内交汇。新阿基坦大区下属的滨海夏朗德省城际客运141线、142经停马朗，可通往拉罗谢尔。
| 8 | 23 |

| 拉罗谢尔 | 25 |

| 丰特奈勒孔特 | 27 |

| 吕松 | 27 |

2020年，73.7%的马朗家庭拥有至少一辆私人汽车。2022年，马朗境内共发生各类交通事故4起，造成5人受伤，其中2人重伤。

### 铁路
马朗位于南特—桑特铁路上，马朗站位于市区南部，该站于1980年关闭。
马朗距离拉罗谢尔城站大约24公里，该站停靠直通巴黎的高速列车，往返于南特和波尔多一线的城际列车，以及前往普瓦捷、南特和桑特三个方向的区域列车。

### 航空
马朗距离拉罗谢尔机场的公路里程大约28公里。

### 城市公共交通
截至2024年8月，马朗暂无城市公共交通系统。

## 政治

### 市政内阁

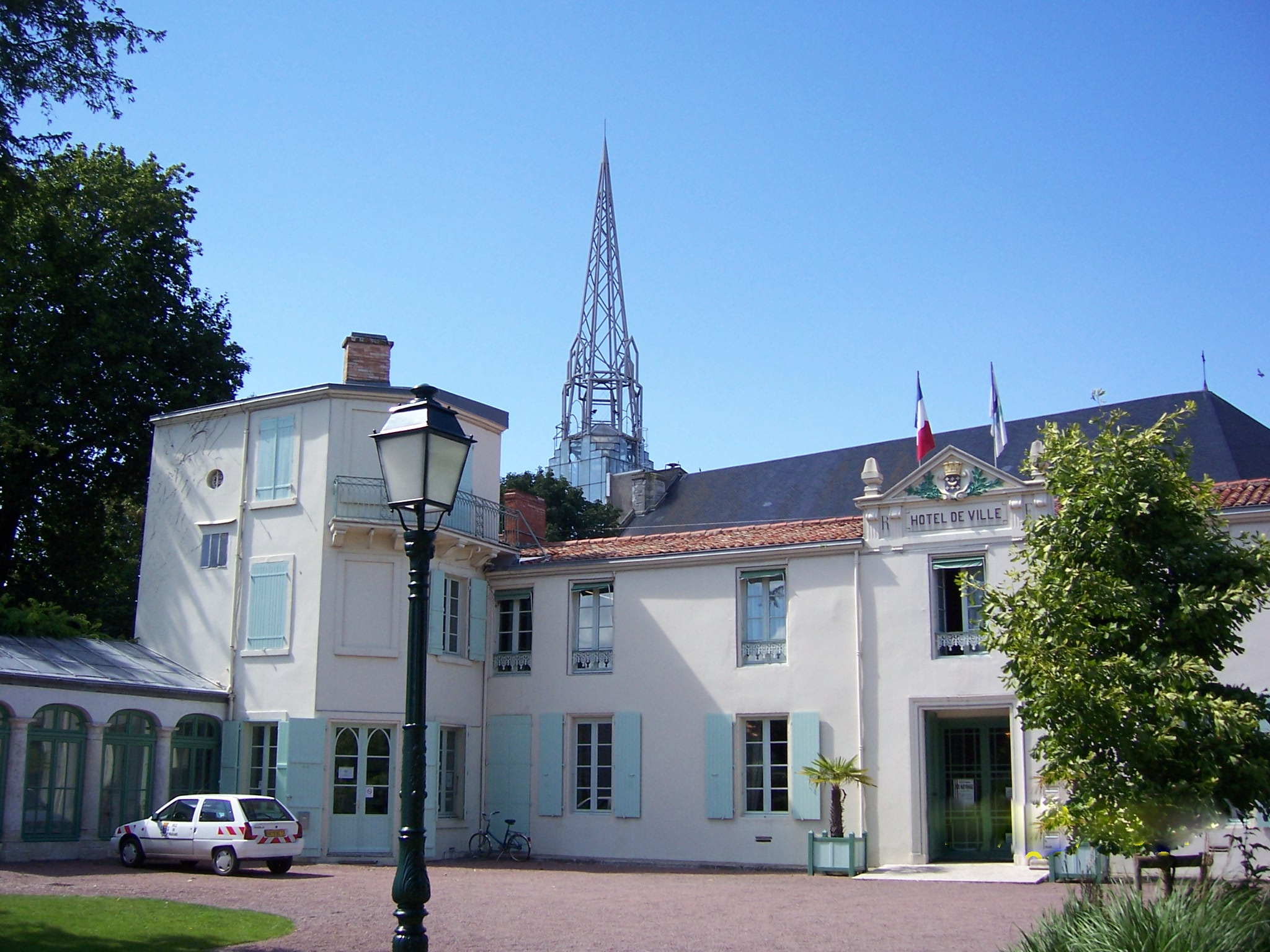
马朗市政厅

马朗的现任市长为让-马里·博丹先生（Jean-Marie BODIN），他是一名左翼无党派人士，在2020年的市政选举中获得了37.50%的支持率。
| 马朗历届市长           | 马朗历届市长                     | 马朗历届市长      |
| 任期                   | 市长                             | 党派              |
| ---------------------- | -------------------------------- | ----------------- |
| （1963年以前资料暂缺） |                                  |                   |
| 1963年－1971年         | Maurice CALMEL 莫里斯·卡尔梅尔   | 不详              |
| 1971年－1989年         | Louis DELAVAUD 路易·德拉沃       | 不详              |
| 1989年－2008年         | Bernard BOUCHEREAU 贝尔纳·布舍罗 | DVD右翼无党派人士 |
| 2008年－2014年         | Bernard FERRIER 贝尔纳·费里耶    | Les Verts绿党     |
| 2014年－2020年         | Thierry BELHADJ 蒂埃里·贝勒哈吉  | DVD右翼无党派人士 |
| 2020年－               | Jean-Marie BODIN 让-马里·博丹    | DVG左翼无党派人士 |

### 各级选举
| 马朗历届投票选举结果 | 马朗历届投票选举结果 | 马朗历届投票选举结果 | 马朗历届投票选举结果 | 马朗历届投票选举结果              | 马朗历届投票选举结果 | 马朗历届投票选举结果 | 马朗历届投票选举结果              | 马朗历届投票选举结果 | 马朗历届投票选举结果 |
| 选举项目             | 选举范围             | 选区单位             | 选区单位内的选举结果 | 选区单位内的选举结果              | 选区单位内的选举结果 | 选区单位内的选举结果 | 选区单位内的选举结果              | 选区单位内的选举结果 | 参考资料             |
| 选举项目             | 选举范围             | 选区单位             | 第一轮胜出者         | 第一轮胜出者                      | 支持率               | 第二轮胜出者         | 第二轮胜出者                      | 支持率               | 参考资料             |
| -------------------- | -------------------- | -------------------- | -------------------- | --------------------------------- | -------------------- | -------------------- | --------------------------------- | -------------------- | -------------------- |
| 2017年法國總統選舉   | 法國                 | 市镇                 |                      | 玛丽娜·勒庞                       | 22.84%               |                      | 埃马纽埃尔·马克龙                 | 61.27%               | [ 23 ]               |
| 2017年法国立法选举   | 滨海夏朗德省第二选区 | 市镇                 |                      | 弗雷德里克·蒂夫内尔               | 36.74%               |                      | 弗雷德里克·蒂夫内尔               | 55.37%               | [ 23 ]               |
| 2019年欧洲议会选举   | 法國                 | 市镇                 |                      | 若尔丹·巴尔代拉                   | 27.49%               | （不适用）           | （不适用）                        | （不适用）           | [ 25 ]               |
| 2021年法国省级选举   | 滨海夏朗德省         | 县                   |                      | 瓦莱里·阿米-穆瓦 让-皮埃尔·塞尔旺 | 50.92%               |                      | 瓦莱里·阿米-穆瓦 让-皮埃尔·塞尔旺 | 65.4%                | [ 26 ] [ 27 ]        |
| 2021年法国省级选举   | 滨海夏朗德省         | 市镇                 |                      | 瓦莱里·阿米-穆瓦 让-皮埃尔·塞尔旺 | 48.24%               |                      | 瓦莱里·阿米-穆瓦 让-皮埃尔·塞尔旺 | 62.83%               | [ 26 ] [ 27 ]        |
| 2021年法国大区选举   |                      | 市镇                 |                      | 埃德维日·迪亚兹                   | 26.75%               |                      | 阿兰·鲁塞                         | 33.09%               | [ 28 ]               |
| 2022年法国总统选举   | 法國                 | 市镇                 |                      | 玛丽娜·勒庞                       | 28.6%                |                      | 埃马纽埃尔·马克龙                 | 52.46%               | [ 23 ]               |
| 2022年法国立法选举   | 滨海夏朗德省第二选区 | 市镇                 |                      | 安娜-洛尔·巴博                    | 27.4%                |                      | 安娜-洛尔·巴博                    | 53.44%               | [ 23 ]               |
| 2024年欧洲议会选举   | 法國                 | 市镇                 |                      | 若尔丹·巴尔代拉                   | 38.74%               | （不适用）           | （不适用）                        | （不适用）           | [ 23 ]               |
| 2024年法国立法选举   | 滨海夏朗德省第二选区 | 市镇                 |                      | 卡朗·贝尔托洛姆                   | 41.11%               |                      | 卡朗·贝尔托洛姆                   | 52.74%               | [ 23 ]               |

## 人口
2021年，马朗市镇人口数量为4,500，在法国排名第2,476位。其中男性2,156人，女性2,356人，75岁及以上人口占13.2%，外籍人口数量为79人，人口密度为55人/平方公里，当地居民被称为（男性）或（女性）。2022年，马朗境内出生32人，死亡人口93人。
| 马朗1901年－2021年人口变化情况 |
|                                |
| 数据来源：Cassini、INSEE       |

## 财政与居民收入
2022年，马朗的财政收入总额为5,319,330欧元，财政支出总额为4,407,820欧元，当年的债务总额为3,974,820欧元。2022年，马朗市镇通过增值税获得38,190欧元的收入，此外当地还共获得了164,090欧元的国家直接财政补助。
| 马朗居民收入情况                                 | 马朗居民收入情况 | 马朗居民收入情况      | 马朗居民收入情况 |
| 内容                                             | 马朗             | 法国                  | 统计年份         |
| ------------------------------------------------ | ---------------- | --------------------- | ---------------- |
| 征税家庭总数                                     | 2,190            | 1,081（法国市镇平均） | 2022年           |
| 居民平均月收入                                   | 2,012欧元        | 2,435欧元             | 2022年           |
| 高级职员人均月收入                               | 3,201欧元        | 4,331欧元             | 2021年           |
| 中级职员人均月收入                               | 2,262欧元        | 2,470欧元             | 2021年           |
| 普通职员人均月收入                               | 1,696欧元        | 1,801欧元             | 2021年           |
| 贫困率                                           | 13%              | 14.5%                 | 2020年           |
| 青壮年（15至64岁）失业率                         | 9.6%             | 7.4%                  | 2020年           |
| 征税家庭数量占比                                 | 37.8%            | 45.5%                 | 2020年           |
| 家庭年均纳税                                     | 2,172欧元        | 4,393欧元             | 2022年           |
| 资料来源：INSEE、L'Internaute、Le Journal du Net |                  |                       |                  |

## 经济
马朗是一个区域性的中心城市。截至2024年8月，马朗市镇范围内共有各类用人单位（包含自雇）802家，平均历史为19年，其中99.02%为中小型企业（PME），2024年6月至8月间，当地的经济活力指数为0。（造船）、（机械制造）及（企业管理）是当地2022年已公布营业额最高的三个企业，分别为26,263,489欧元、4,056,905欧元和3,777,727欧元。

## 社会事务

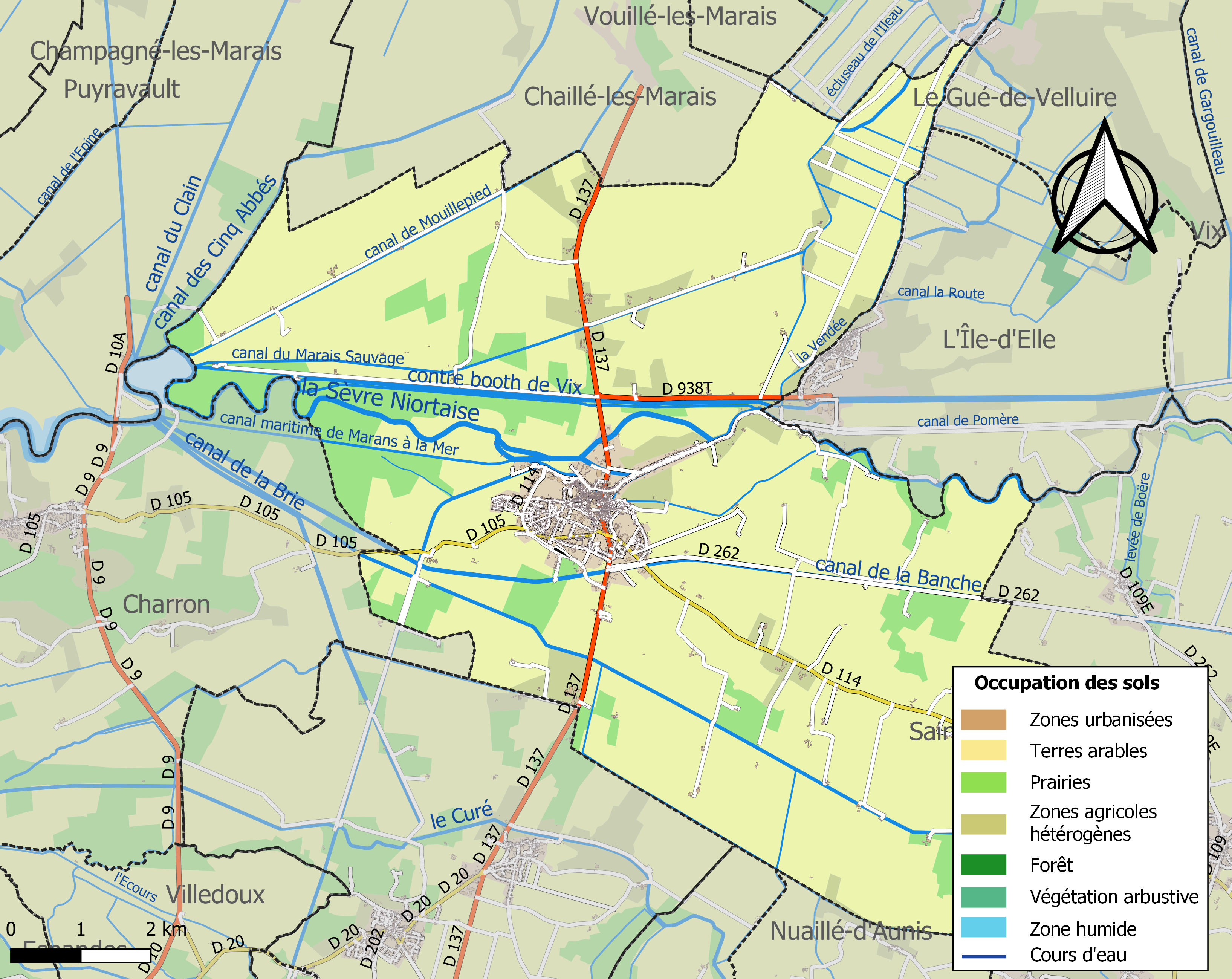
马朗土地利用情况地图

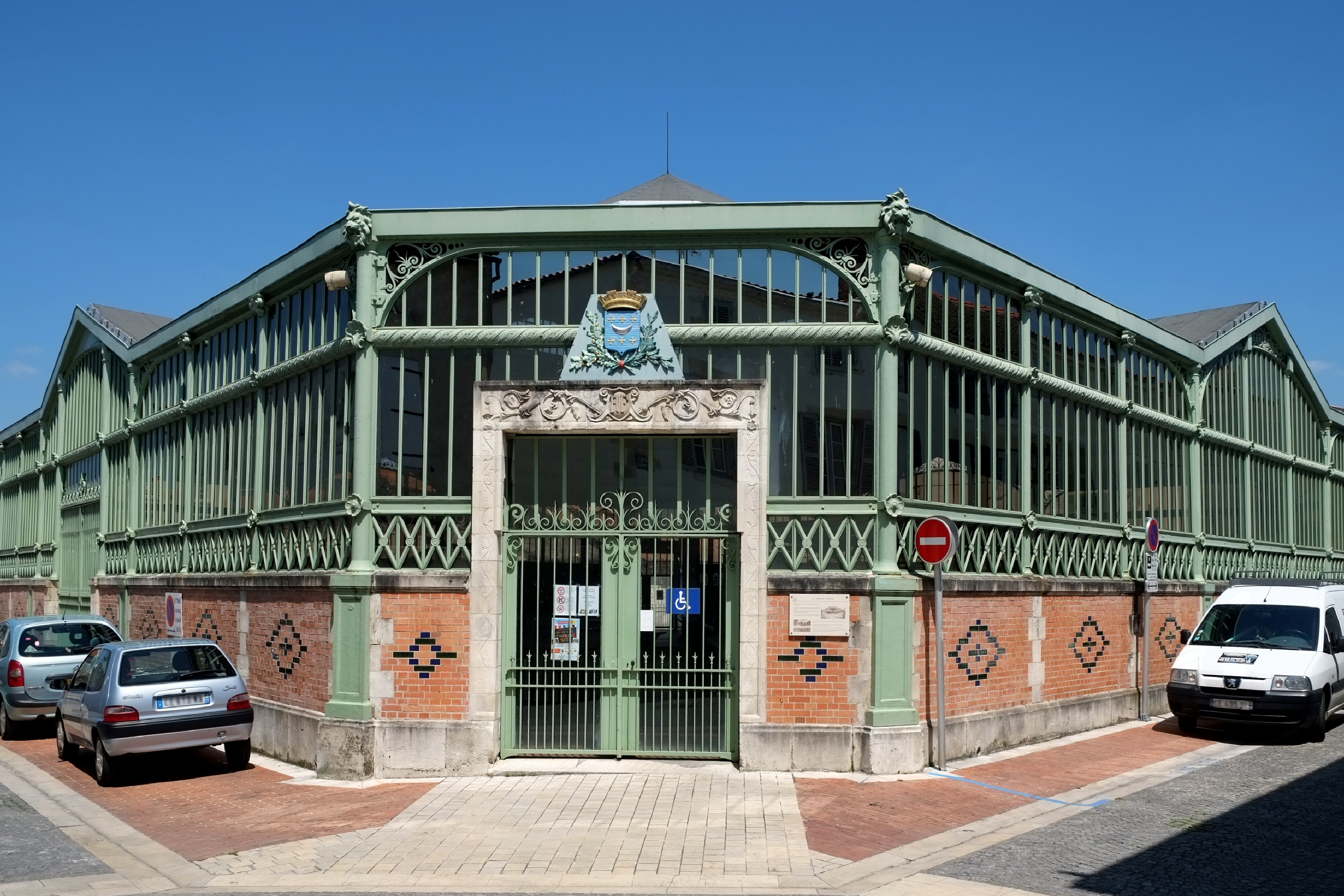
马朗集市大堂

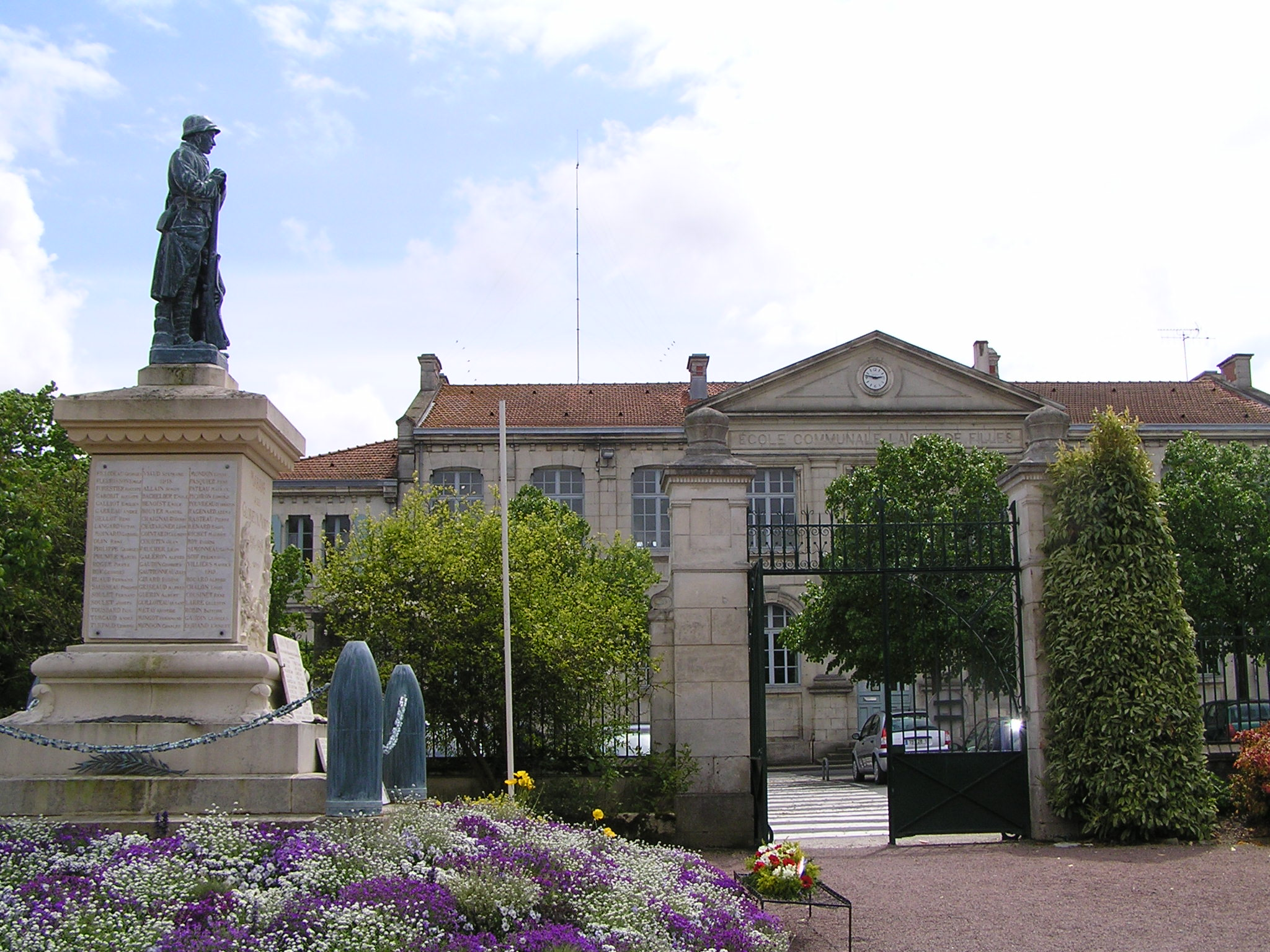
市府花园广场

### 教育
马朗属于普瓦捷学区。截至2021年1月1日，马朗境内共有1所幼儿园、2所小学和2所初级中学。2022至2023学年度，马朗境内共有在校中等教育阶段学生703名。

### 医疗
截至2021年1月1日，马朗境内共有全科医生7名、保健师5名、牙医2名和护士5名。境内共有药房2家、养老院1家。
距离马朗最近的区域性医疗机构为拉罗谢尔中心医院（Centre Hospitalier de La Rochelle），其主病区圣路易医院（Hôpital Saint-Louis）位于拉罗谢尔市区东侧，距离马朗市区的正常车程大约23分钟，该院设有床位1,253个，是滨海夏朗德省境内规模最大的公立综合性医院。

### 住房
2020年，马朗境内共有各类住房2,579套，其中79.9%为独立式住宅，19.7%为集中式住宅。常住房屋占马朗市镇范围内居民建筑总量的82.0%。
在住房保障政策方面，2022年，马朗境内共有383户家庭获得了住房经济补助，受益人数占总人口数量的8.5%，其中358份为房租补助。

### 商业
2021年，马朗境内共有各类实体商铺109家，其中餐厅18家、大型超市3家、面包房3家、肉铺2家、书店1家、银行门店4家、美容美发店8家、汽车维修店8家。马朗镇中心附近建有Intermarché和Super U超市。

### 体育
2021年，马朗境内共有1家游泳池、1间体育馆、1座综合体育场、3处网球场、3处足球或橄榄球场以及2处篮球或排球场。
截至2024年8月，马朗境内暂无任何注册足球俱乐部。北17足球俱乐部（Football Club Nord 17，编号563838）是马朗地区的代表性足球队，其注册地位于圣让德利韦尔赛，其主队2024至2025赛季参加滨海夏朗德省足球联赛乙组（法国第十级别），其位于马朗境内的主场为让-马里·萨维诺球场（Stade Jean-Marie Savinaud）。

### 环境
马朗的环境事务由其所属的大西洋欧尼斯市镇公共社区联合各级政府协调负责。2021年，马朗境内共有1家污染企业。

### 治安
2021年，马朗市镇范围内共有1处宪兵队。
马朗及其附近的共51个市镇是拉罗谢尔国家宪兵队（zone gendarmerie de La Rochelle）的管辖范围。2020年，该宪兵队累计记录各类案件4,068起，其中盗窃类案件2,213起，经济类案件687起，毒品交易类案件265起。

## 文化

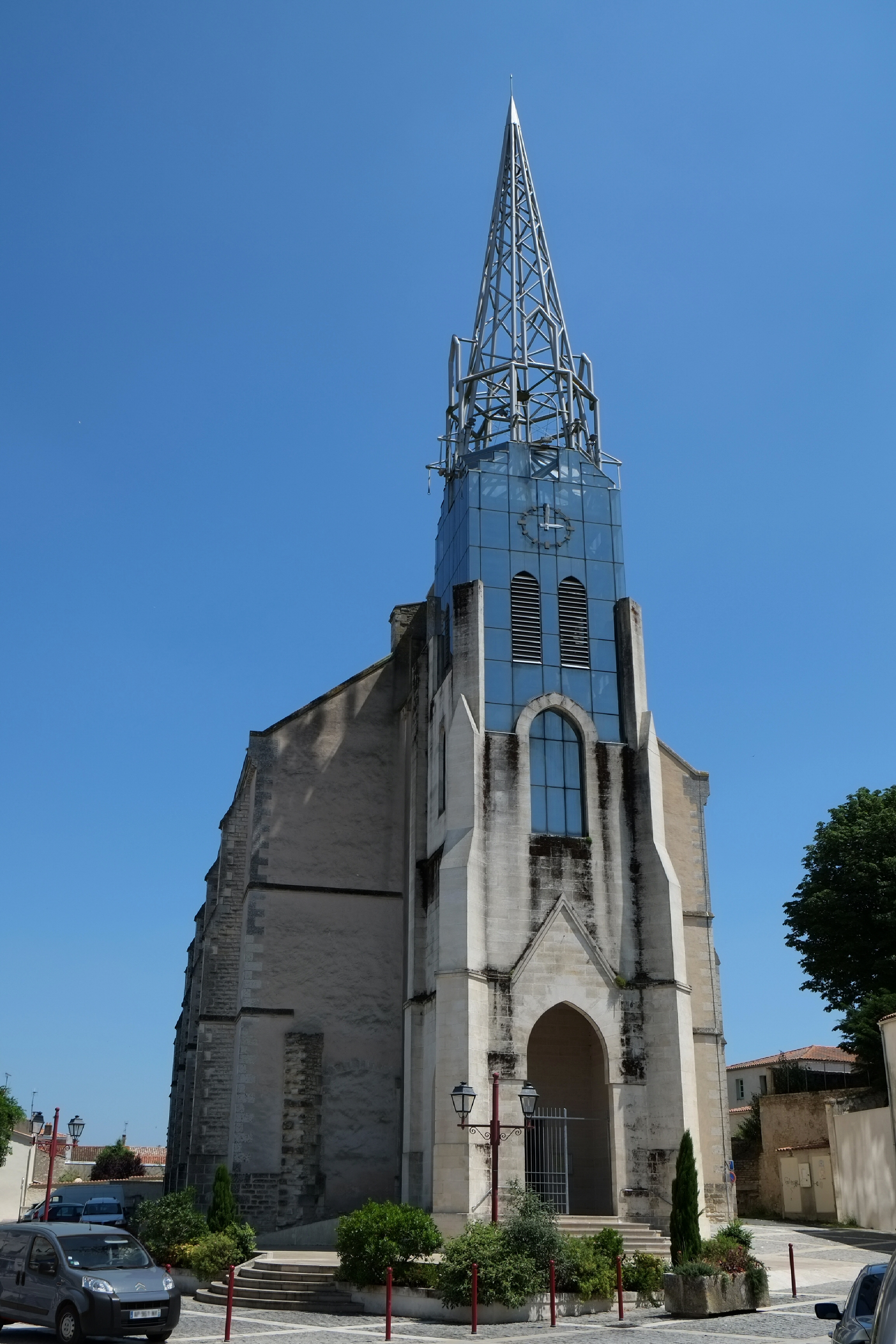
圣母升天教堂

2021年，马朗境内共有1家博物馆。马朗境内建有市政图书馆（Bibliothèque municipale），每周一至五向公众开放。

### 建筑
马朗境内有多处历史建筑，其中圣艾蒂安教堂遗址为法国国家文物保护单位，镇中心的圣母升天教堂（Église Notre-Dame-de-l'Assomption de Marans）则是当地的地标性建筑物。

### 旅游
马朗的旅游事务由其所属的大西洋欧尼斯市镇公共社区联合各级政府协调负责。2023年，马朗境内共有1个露营地，可容纳共165辆露营车。

### 媒体
法国主要的媒体均可在马朗接收，法国电视三台下属的新阿基坦大区频道在部分时段播出马朗所在滨海夏朗德省的地方新闻。蓝色法兰西拉罗谢尔广播、云雀广播、《西南报》、《拉罗谢尔日报》等为当地主要的地方性媒体。

## 友好城市
截至2024年8月，马朗共与两座城市建立了友好城市关系：
- 英格兰 索尔河畔巴罗（英语：Barrow upon Soar）
- 几内亚 博法（英语：Boffa, Guinea）